# تل دبس
تل دبس (به عربی: تل دبس) یک روستا در سوریه است که در ناحیه مرکزی معره‌النعمان واقع شده‌است. تل دبس ۱٬۸۲۹ نفر جمعیت دارد.